# Viola de mà

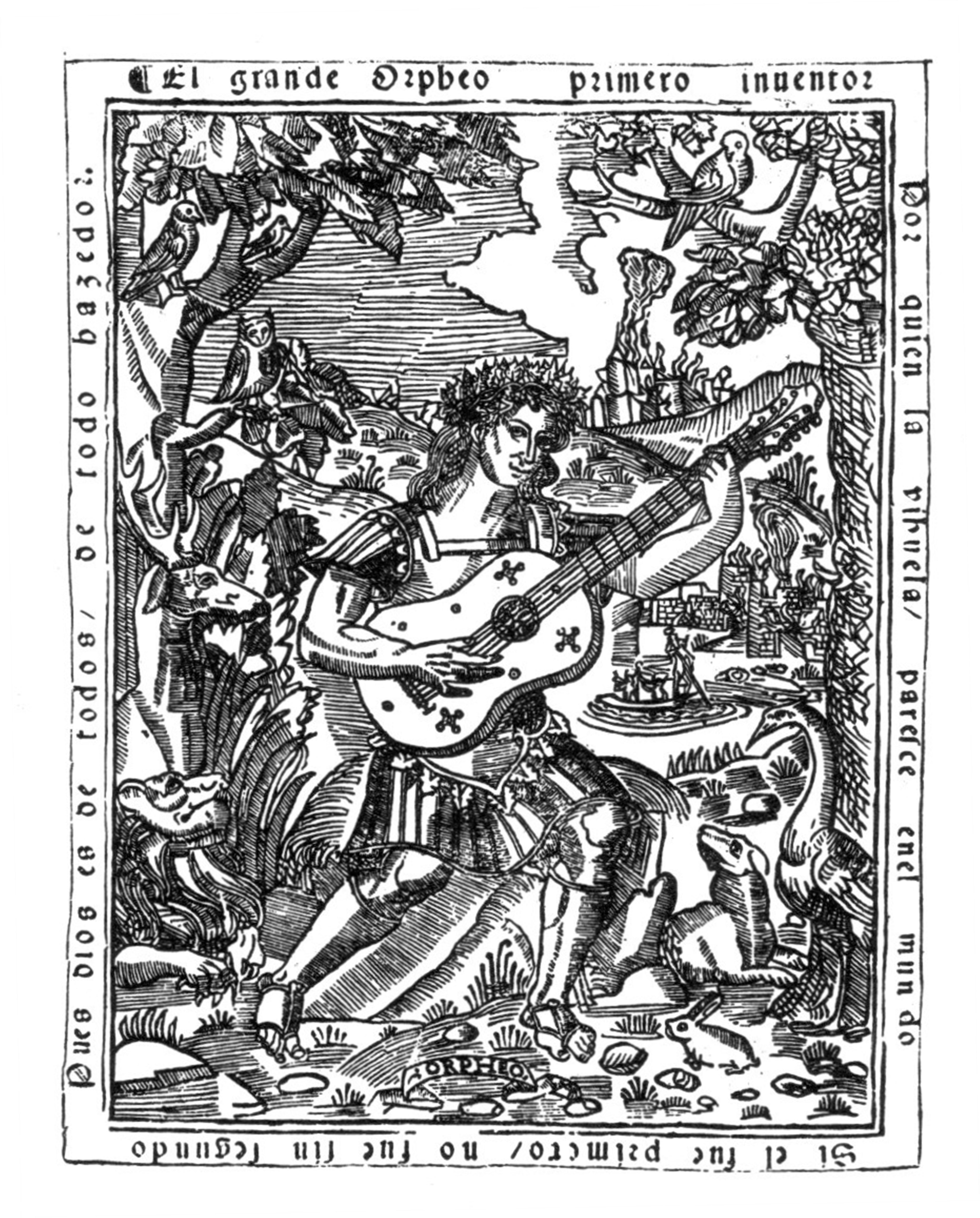
Músic de viola de mà, extret del llibre de Lluís del Milà, El Maestro

La viola de mà, anomenada vihuela en castellà, viola de mão en portuguès i viola da mano en italià, va ser un instrument de corda molt popular a les penínsules ibèrica i itàlica, així com a Llatinoamèrica, en el segle xvi. En aquests països, a diferència de la resta d'Europa, va reemplaçar el llaüt com a instrument més popular.
En la classificació de Hornbostel-Sachs pertany al grup: 321.322 dels llaüts amb caixa de ressonància en forma de caixa. L'actual viola procedeix de la viola da braccio o viola de braç i es toca de forma similar al violí. També hi hagué la vihuela de arco, tocada amb arquet, que originaria l'actual viola de gamba, i la vihuela de plectro, tocada amb plectre.
La viola de mà té una figura similar a la de la guitarra. És feta de fusta i consta d'un mànec amb una xifra variable de trasts, normalment deu, un claviller, 11 cordes fetes de tripa, disposades en una de solta més cinc parelles de cordes afinades igual (ordres), i una caixa de ressonància en forma de número 8, amb un o més forats a la tapa (=taula harmònica) i amb una petita barra transversal per a fixar-hi les cordes (cordal). La caixa té parets laterals rectes (riscle) i el fons pla o lleugerament acanalat. L'afinació de les cordes és sol-do-fa-la-re-sol. Per les il·lustracions conservades, sembla que hi va haver molta variabilitat en les formes i mides que tingué l'instrument (decoració: d'una a cinc rosetes a la taula harmònica, 6 i més ordres, claviller recte o en angle respecte al mànec…).

## Història
Les primeres referències a la viola de mà són del segle xv: el compositor valencià Lluís del Milà publicà l'any 1536 l'obra El Maestro, la primera col·lecció de música per a viola de mà; la notació musical que s'hi utilitza és la tablatura. La viola de mà va ser l'instrument de corda més estès en la música ibèrica dels segles XV i XVI, però caigué progressivament en l'oblit, juntament amb la complexa música polifònica que formava el seu repertori. Va ser reemplaçada per la guitarra barroca, més popular. A Portugal toquen en l'actualitat les Violas campaniças (i altres varietats regionals Arxivat 2009-03-07 a Wayback Machine.), que en serien descendents, i arreu s'empren rèpliques modernes de la viola de mà en l'execució de música del Renaixement.

La recuperació del ric patrimoni de música de viola de mà ha vingut modernament amb el guitarrista Emili Pujol, que a partir de 1920 edità i interpretà els llibres clàssics de Daça, Fuenllana, Milà, Mudarra, Narváez, Pisador i Valderrábano citats més avall. 

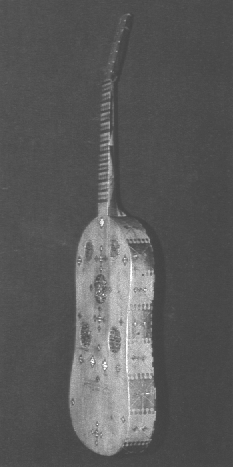
La viola de mà Guadalupe

Va realitzar una còpia d'una viola conservada al Musée Jacquemart Andrée i, el 1933, va emprar-la en la gravació de tres pavanes de Lluís del Milà, en un dels enregistraments pioners de la història de la música, l'Anthologie Sonore dirigida pel musicòleg alemany Curt Sachs. Durant alguns estius, el mateix Pujol organitzà, a Lleida i a Cervera, diverses edicions del Curs Internacional de Guitarra, Viola de mà i Llaüt, amb força assistència.
En l'actualitat, aquest cordòfon s'ensenya en conservatoris i escoles de música, usualment junt amb dos instruments més de corda polsada, el llaüt i la tiorba, i es toca en concerts de música de l'època.

## Instruments originals conservats
Només han sobreviscut tres exemplars originals de viola de mà: el "Guadalupe" del Musée Jacquemart-Andrée, el "Chambure" del Musée Instrumental du Conservatoire National Superieur de Musique, els dos a París, i un tercer instrument conservat a Quito. Aquest darrer és una relíquia de Santa Mariana de Jesús i es conserva a l'església de la Compañía, dels jesuïtes. Hom ha considerat com a viola de mà un quart instrument, al museu del Royal College of Music de Londres, signat per Belchior Dias el 1581, però hi ha opinions divergents (per interessos econòmics entre violers?) en si es tracta d'una viola o d'una guitarra (es pot resseguir la polèmica a  i ).

### Obres clàssiques originals
Únicament han arribat als nostres dies set llibres impresos coetàniament amb música per a aquest instrument. En ordre cronològic són:
- Libro de música de vihuela de mano intitulado "El Maestro'', de Lluís del Milà (València, 1536)
- Los seys libros del Delphín, de musica de cifras para tañer vihuela, de Luys de Narváez (Valladolid, 1538)
- Tres libros de música en cifras para vihuela, d'Alonso Mudarra (Sevilla, 1546)
- Libro de música de vihuela, intitulado Silva de sirenas, d'Enríquez de Valderrábano (Valladolid, 1547)
- Libro de música de Vihuela, de Diego Pisador (Salamanca, 1552)
- Libro de mvsica para vihuela, intitulado Orphenica lyra, de Miguel de Fuenllana (Sevilla, 1554)
- Libro de musica en cifras para vihuela intitulado El Parnasso, d'Estevan Daça (Valladolid, 1576)

Tots aquests estan editats en format PDF en un CD-ROM. A l'article de John Griffith citat a Enllaços hi ha força informació sobre aquestes obres i els seus autors.
A banda, modernament s'ha imprès tota la música manuscrita per a viola de mà que s'ha conservat de l'època.

### Edicions d'obres
- Daça, Fuenllana, Milà, Mudarra, Narváez, Pisador, Valderrábano; estudio de Gerardo Arriaga Libros de mvsica para vihuela 1536-1576 [CD-ROM] Córdoba: Música Prima, 2003

- Higinio Anglés La música en la Corte de Carlos V, con la transcripción del "Libro de Cifra Nueva para tecla, harpa y vihuela" de Luys Venegas de Henestrosa (Alcalá de Henares, 1557) Barcelona: Instituto Español del Musicología, CSIC, 1984 (reimp.)
- Felip Pedrell, Higinio Anglés Obras de música para tecla, arpa y vihuela : Antonio de Cabezón (1510-1566), recopiladas y puestas en cifra por Hernándo de Cabezón (Madrid 1578) Barcelona: Instituto Español del Musicología CSIC, 1982
- Juan José Rey, estudi preliminar i transcripció de Ramillete de flores (1593). Música española del siglo XVI Madrid: Alpuerto, 1982
- Julián Sagasta Galdós, estudi i transcripció "Tonos de Palacio": música per a tecla, arpa i vihuela dels segles XVI-XVII de la col·lecció de Fr. Antoni Martín i Coll Barcelona: Conservatori Superior de Música del Liceu, 1981
- Francesco da Milano; ed. A. Ness, C. Chauvel Intavolatura de viola o vero lauto cioe Recercate, Canzone francesa, Mottete (1536) Genève: Minkoff, 1977-1988
- Thomas de Sancta María Libro llamado Arte de tañer fantasia, assi para tecla como para vihuela [Valladolid, 1565] Genève: Minkoff, 1973

### Estudis
- Revista Hispanica Lyra Madrid: Sociedad de la Vihuela, 2005-

Sumari i selecció de pàgines del número 1 Arxivat 2007-01-17 a Wayback Machine.
Sumari i selecció de pàgines del número 2 Arxivat 2007-01-18 a Wayback Machine.
- Aux origines de la guitare: la vihuela de mano Paris: Musée de la Musique, 2004
- John Griffiths "Tañer Vihuela" según Juan Bermudo [extrets de Declaración de instrumentos musicales de Juan Bermudo, Osuna 1555] Zaragoza: Instituto Fernando el Católico CSIC, 2003 Text de la introducció, (anglès) Arxivat 2006-04-01 a Wayback Machine.
- José Luís Romanillos, Marian H. Winspear The vihuela de mano and the Spanish guitar. A dictionary of the makers of plucked and bowed musical instruments of Spain (1200-2002) Guijosa: The Sanguino Press, 2002
- Jordi Ballester i Gibert Els instruments musicals a la Corona d'Aragó (1350-1500): els cordòfons Barcelona: Llibres de la Frontera, 2000
- Oliver Schöner Die Vihuela de mano im Spanien des 16. Jahrhunderts Frankfurt am Main: Lang, coop. 1999

## Arxius de so
- Delphín: Music Solo for Vihuela de Mano (peces de Milà, Fuenllana, Narváez, Francesco da Milano, Mudarra i Daça, amb exemples de so)
- Milà, Narváez, editat per Naxos (amb exemples de so)
- Plana web de Rob MacKillop sobre la viola de mà. Inclou arxius MP3 gratuïts Arxivat 2006-09-12 a Wayback Machine. (anglès)